# Giuseppe Biancheri
Giuseppe Biancheri né le 2 décembre 1821 à Vintimille et mort le 28 octobre 1908 à Turin est un homme politique italien.

## Biographie
Il est plusieurs fois président de la Chambre des députés du royaume d'Italie :
- entre le 12 mars 1870 et le 3 octobre 1876
- entre le 5 décembre 1870 et le 20 septembre 1874
- entre le 23 novembre 1874 et le 3 octobre 1876
- entre le 7 avril 1884 et le 27 avril 1886
- entre le 10 juin 1886 et le 3 août 1890
- entre le 10 décembre 1890 et le 27 septembre 1892
- entre le 22 février 1894 et le 13 janvier 1895
- entre le 26 janvier 1898 et le 15 juillet 1898
- entre le 10 mars 1902 et le 18 octobre 1904
- entre le 10 mars 1906 et le 30 janvier 1907

Il a été un acteur dans la construction des voies de communication ( routes et voie ferrée) dans la vallée de la Roya ( France département 06) qui lui a rendu hommage en baptisant la place principale de Breil sur Roya « place Biancheri ».

## Source de la traduction
- (it) Cet article est partiellement ou en totalité issu de l’article de Wikipédia en italien intitulé « Giuseppe Biancheri » (voir la liste des auteurs).